# Zygmunt Benedykt Chrzanowski
Zygmunt Benedykt Chrzanowski herbu Nowina – podkomorzy brzeskolitewski w latach 1720–1733, postarosta brzeskolitewski w latach 1704–1720, sędzia grodzki brzeskolitewski w latach 1698–1704, cześnik brzeskolitewski w latach 1695–1720, starosta rewiatycki w 1711 roku.
Jako deputat województwa brzeskolitewskiego podpisał pacta conventa Augusta II Mocnego w 1697 roku. Poseł na sejm zwyczajny 1701 roku i sejm zwyczajny 1701/1702 (z limity) z powiatu brzeskolitewskiego. Poseł powiatu brzeskolitewskiego na Walną Radę Warszawską 1710 roku. Poseł brzeskolitewski na sejm nadzwyczajny 1712 roku i sejm nadzwyczajny (z limity) 1712/1713 roku. Poseł na sejm nadzwyczajny 1733 roku z województwa brzeskolitewskiego